# マチャミの名曲100選 心に残るこの一曲「あの時聴いた、歌ったのはこんな歌」
『マチャミの名曲100選 心に残るこの一曲「あの時聴いた、歌ったのはこんな歌」』（まちゃみのめいきょくひゃくせん こころにのこるあのいっきょく「あのとききいた、うたったのはこんなうた」）は、2007年2月7日から2月21日まで日本テレビで毎週水曜19:58 - 20:54（JST）に放送された音楽番組。前番組の『サルヂエ』の終了に伴うつなぎ番組として放送された。

## 出演者

### レギュラー
司会
- 久本雅美
- 羽鳥慎一（日本テレビアナウンサー、2月7日、14日放送分）

ナレーター
- 坂上みき
- 山寺宏一

### ゲスト
2月7日放送分
- 藤井隆
- 井上和香
- 森三中
- 高木美保
- 優香
- 一青窈
- 鈴木雅之
- 島谷ひとみ
- TRF

2月14日放送分
- 藤井隆
- 優香
- 森三中
- 清水ミチコ
- 西川貴教
- 小池徹平
- BoA

2月21日放送分
- 藤井貴彦（日本テレビアナウンサー）
- 藤井隆
- 松居一代
- 南海キャンディーズ
- 安めぐみ
- EXILE
- Every Little Thing
- 柴咲コウ

## 内容
以下のサブタイトルにもあるように、週替わりでゲストにとっての思い出の曲の紹介や、全国アンケート等によるベスト30、そして週替わりのテーマに関する曲の紹介が行われた。
サブタイトル
- 「一青窈・鈴木雅之 & 島谷ひとみ・TRFの泣ける歌! 思い出&(秘)話を告白!!」（2月7日放送分）
- 「西川貴教&小池徹平&ボアの心に残る恋の歌…あの日の思い出を(秘)告白!!」
- 「つらい時・悲しい時あなたを支えた応援歌アーティスト(秘)話告白に涙…!!」生放送（2月21日放送分）

週替わりのテーマ
紹介された曲は第1位のみ記載。
- 「心に残る泣ける歌」（2月7日放送分）
  - 第1位 プリンセス プリンセス「M」
- 「心に残る恋のうた」（2月14日放送分）
  - 第1位 DREAMS COME TRUE「LOVE LOVE LOVE」
- 「応援歌（元気になれる曲）」（2月21日放送分）
  - 第1位 SMAP「世界に一つだけの花」

## スタッフ
- 構成：川崎良、金沢達也 / 尾首大樹、杉山奈緒子
- TM：古川誠一
- TD・SW：小林宏義
- カメラ：佐藤裕司
- 音声：川合亮
- 調整：舘野真也
- 照明：谷田部恵美
- 美術：林健一
- デザイン：中村桂子
- 大道具：岩田有立
- 小道具：高橋吉彦
- 電飾：大長準一
- 特効：内山栄一
- 衣装：村上紘美
- メイク：リップスティック
- 音効：佐藤裕二、高取謙
- TK：桜井えみこ
- CG：GOZ
- 編集：本間貢（aai）
- MA：岡田晋一（aai）
- データ協力：oricon
- AP：森田真由美、影山幸子、森下典子/山中れい子、黒川こず枝
- デスク：小原麻実
- 広報：髙松美緒
- ディレクター：浪岡厚生、藤原耕治、杉岡士朗、小笠原豪、吉田一浩、藤本弘志、比嘉智樹、錦織信彦、渡邊孝之、井上伸正、長井香織
- プロデューサー：長谷川賢一、日向野明、安藤優子
- 制作協力：モスキート、創輝、Ecompany、ゴッドキッズ
- 演出：江成真二/瓜生健
- 演出・プロデューサー：藤井淳
- チーフプロデューサー：土屋泰則
- 製作著作：日本テレビ